# ۵۹۰ (میلادی)
۵۹۰ (میلادی) پانصد و نودمین سال تقویم میلادی است.

## رویدادها
به تخت نشستن  خسرو پرویز پادشاه ساسانی 